# Zorzines parasinuosa
Zorzines parasinuosa är en fjärilsart som beskrevs av Inoue 1982. Zorzines parasinuosa ingår i släktet Zorzines och familjen nattflyn. Inga underarter finns listade i Catalogue of Life.